# Canadienne (veste)
Pour les articles homonymes, voir Canadienne.

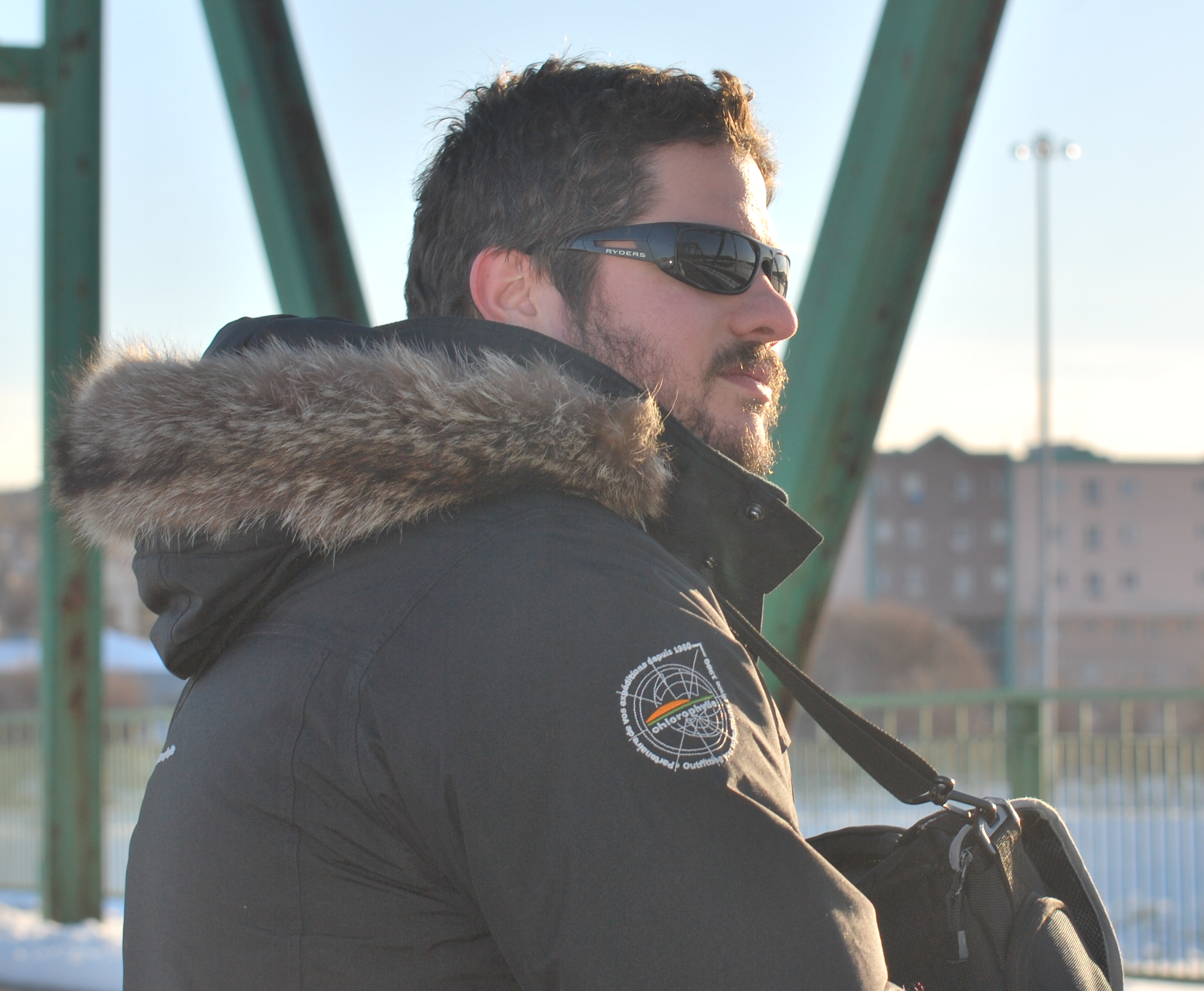
Un homme porteur d'une canadienne.

La canadienne est un vêtement d'extérieur, un manteau trois-quarts. Son nom fait référence au vêtement porté par les trappeurs du Canada.

## Description

### Au Québec
Au Québec, c'est un manteau d'hiver droit, trois-quarts (mi-cuisses), généralement fait d'un épais tissu de laine, pourvu d'un capuchon et de boutons à brandebourgs. Ce vêtement peut aussi comprendre un col amovible en fourrure de mouton en forme de châle, et une ceinture. 
Au Royaume-Uni (dans la Royal Navy et certains corps de la British Army  et dans les familles royales,) et en France notamment, il est connu sous le vocable de  « duffel-coat » car créé à l'origine à Duffel, près du port d'Anvers. L'Office de la langue française du Québec propose de remplacer ce mot par « canadienne ».

### En France
En France, c'est une veste imperméable, de toile ou de peau, longue et épaisse, doublée généralement de peau de mouton ou de fourrure. Apparue au début du XXe siècle, elle a surtout été portée au cours des années 1950, et popularisée notamment par Jean Cocteau, mais a connu un retour sur le marché de la mode ces dernières années[réf. souhaitée].